# NGC 6982
NGC 6982 est une vaste galaxie spirale barrée située dans la constellation de l'Indien. Sa vitesse par rapport au fond diffus cosmologique est de 4 581 ± 13 km/s, ce qui correspond à une distance de Hubble de 67,6 ± 4,7 Mpc (∼220 millions d'al). NGC 6982 a été découverte par l'astronome britannique John Herschel en 1834. 
NGC 6982 présente une large raie HI.

## Un trio de galaxies

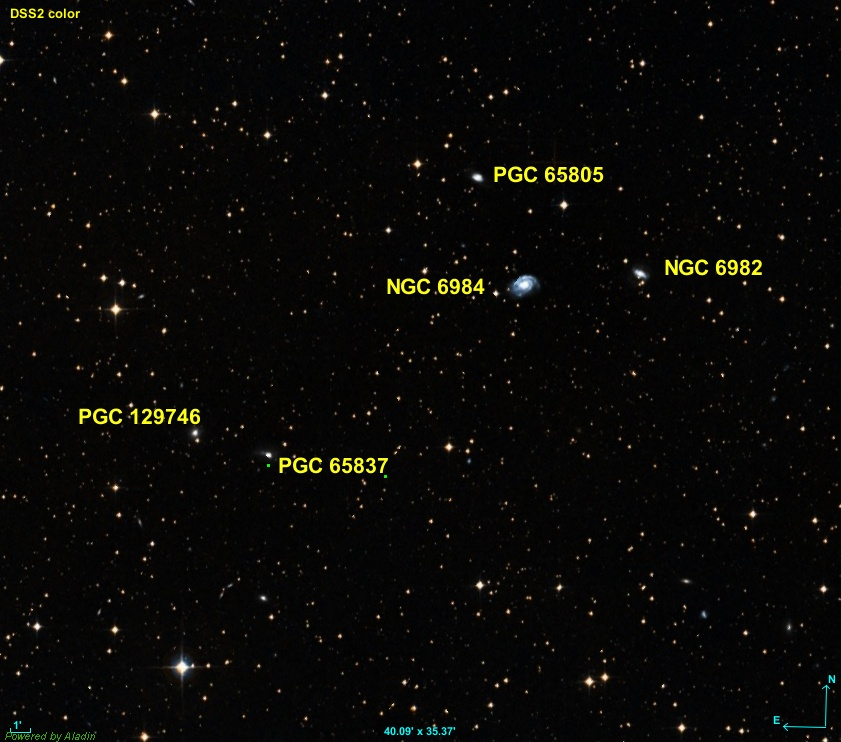
La paire de galaxies NGC 6982 et NGC 6984, et les galaxies alentour.

NGC 6982 et NGC 6984 forment une paire de galaxies,. On remarque que plusieurs galaxies se trouvent dans la même région de la sphère céleste que ce couple de galaxies. Les galaxies PGC 65837 et PGC 129746 (LEDA 129746) sont de lointaines galaxies avec des distances respectives de 233,30 ± 15,64 Mpc (∼761 millions d'al) et de 213,30 ± 14,95 Mpc (∼696 millions d'al). Cependant, la galaxie PGC 65805 située au nord de NGC 6982 et de NGC 6984 est à une distance très semblable de ces dernières, soit à 67,00 ± 4,70 Mpc (∼219 millions d'al).
Dans le catalogue de Arp-Madore, la galaxie AM 2054-520 (NGC 6984) est listée comme une spirale dotée d'un fort bras et ayant quatre compagnes en interaction. Selon les images du catalogue, deux de ses compagnes sont NGC 6982 et PGC 65805 que l'on voit sur l'image du relevé DSS. Comme ces trois galaxies sont à peu près à la même distance, elles forment probablement un trio en interaction. Les deux autres compagnes sont cependant passablement difficiles à trouver parce qu'elles ne sont pas montrées dans le catalogue Arp-Madore. Mais, selon Herold G Corwin Jr, puisque la distance angulaire entre les objets du catalogue est d'environ 18′, il s'agit probablement de PGC 65837 et PGC 129746. Cependant, ces deux galaxies ne sont pas en interaction avec les trois autres, car ces deux galaxies sont à plus de 200 Mpc de nous.